# Odo vittatus
Odo vittatus är en spindelart som först beskrevs av Mello-Leitao 1936.  Odo vittatus ingår i släktet Odo och familjen taggfotsspindlar. Inga underarter finns listade i Catalogue of Life.